# Trochalus testaceipennis
Trochalus testaceipennis är en skalbaggsart som beskrevs av Moser 1916. Trochalus testaceipennis ingår i släktet Trochalus och familjen Melolonthidae. Inga underarter finns listade i Catalogue of Life.